# Марі Франсуа Ксав'є Біша
Марі́ Франсуа́ Ксав'є Біша́ (фр. Marie François Xavier Bichat; 14 листопада 1771 — 22 липня 1802) — французький анатом, фізіолог та лікар.
Розробив вчення про тканини тваринних організмів, уперше запровадив у біологію термін «тканина», поділив тканини на типи і системи (за їхніми функціональними особливостями). Поряд з цим Біша докладно описав зміни тканин у людей, що померли від різних хвороб.  Першим звернув увагу на наявність жирових тіл між щічним м'язом та поверхневими м'язами обличчя, які пізніше були названі на честь нього. За своїми поглядами належав до ідеалістів (визнавав існування непізнаванної «життєвої сили»). Праці Біша відіграли значну роль у розвитку гістології та патологічної анатомії.